# Nid d'hirondelle (Crimée)
Pour les articles homonymes, voir Nid d'hirondelle (homonymie).
Le château du Nid d'hirondelle (en russe Ласточкино гнездо, Lastotchkino gniezdo) est un château néogothique, situé à Gaspra, près de Yalta, sur les bords de la mer Noire, dans la région de Crimée en Ukraine. Bâti sur la « falaise de l'Aurore », il surplombe la mer d'une quarantaine de mètres de hauteur et constitue un symbole célèbre de la Crimée. On aperçoit des hauteurs les ruines de la forteresse gréco-romaine de Charax. Le château a servi de décor à plusieurs films soviétiques et séries télévisées russes.

## Histoire

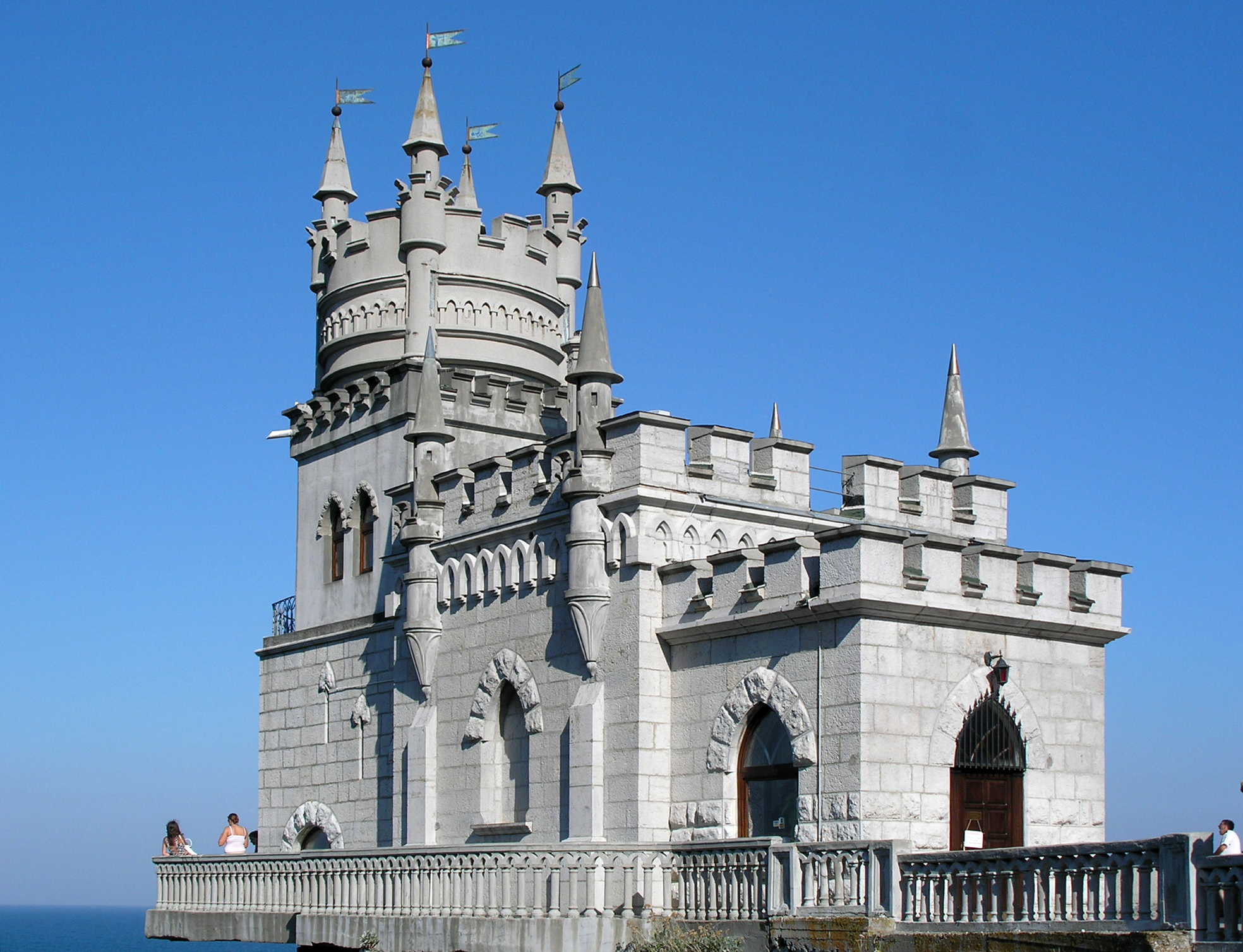
Le château du Nid d'hirondelle.

Le château se situe sur le sommet du cap Agios Theodoros (aujourd'hui Aïtodor). Plusieurs constructions s'y sont succédé, la plus ancienne étant une chapelle grecque médiévale, datant probablement de la principauté de Théodoros et ruinée après la conquête de celle-ci par l'Empire ottoman (1475). En 1835, un phare a été érigé sur cet emplacement sous les auspices du commandant de la flotte russe de la mer Noire, l'amiral Mikhaïl Petrovitch Lazarev.
À la place de la datcha, vite dégradée par les vents violents, les embruns, les intempéries et les contrastes thermiques, une villa fut construite sur ce site en 1891-1892 par Leon Sherwood, qui la nomma le château de l'Amour mais la vendit assez rapidement au docteur Adalbert Tobin, médecin à la Cour de Nicolas II de Russie, qui lui-même la vendit en 1903 à Mme Rakhmanova, puissante femme d'affaires moscovite. Celle-ci la vendit à son tour en 1911 au baron von Steinhel qui possédait des champs de pétrole à Bakou et qui, confronté lui aussi au climat, construisit la solide bâtisse actuelle dans un style rappelant les châteaux gothiques de son pays natal, l'Allemagne. Il la surnomma le « Nid d'hirondelle ». Mais trois ans après, il s'en lassa et vendit le château à un marchand moscovite du nom de Chélapoutine, qui en fit un restaurant.
Après la Révolution russe et la fin de la Guerre civile, la bâtisse, pillée et sans fenêtres, fut nationalisée et on la visitait comme une ruine, témoin d'une époque révolue. Elle fut encore dégradée en 1927 par un séisme et le régime soviétique décida de la restaurer. Au bout de trois ans, un centre de repos et club culturel pour cadres du Parti unique, nommé « La perle », ouvrit ici ses portes. Les réparations n'ayant pas concerné les fondations, le bâtiment fut jugé dangereux au bout de deux ans et resta ensuite fermé jusqu'en 1968, lorsqu'une nouvelle restauration partielle fut entreprise. Depuis 1975, le site est un musée et un restaurant fonctionne au rez-de-chaussée. En 2011, l'État ukrainien entreprend de nouveaux travaux de restauration pour un coût de 1 200 000 hryvnias (150 000 dollars U$), mais trois ans après, perd le contrôle de la Crimée à la suite du rattachement de la Crimée à la Russie, qui gère désormais le « Nid d'hirondelle ».
Le château est au Registre national des monuments immeubles d'Ukraine sous le numéro : 01-119-0041 et Patrimoine classé de Russie avec le numéro : 8231785000.